# Skomrak
Skomrak este o localitate din comuna Lyngdal, provincia Vest-Agder, Norvegia, cu o suprafață de 0,11 km² și o populație de 240 locuitori (2013).